# Remi Álvarez

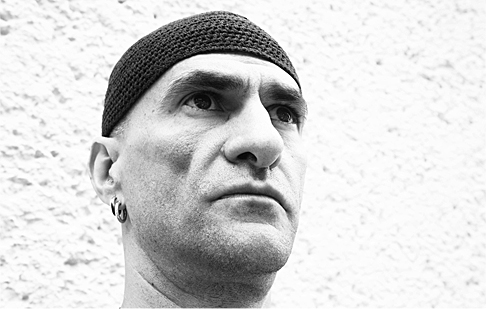

Nació en la Ciudad de México, México. Estudió flauta transversa en el Conservatorio Nacional de Música de 1975 a 1979 con el maestro Rubén Islas.
De formación autodidacta en el saxofón, se inicia profesionalmente como saxofonista en 1984 con el Cuarteto Mexicano de Jazz. Posteriormente se traslada a la ciudad de New York y continúa sus estudios de composición e improvisación en el Creative Music Studio con Anthony Braxton, George Lewis, Roscoe Mitchell y Don Cherry. Estudia la licenciatura en Jazz en la Escuela Superior de Música de 1982 a 1987. En 1988 viaja a París, en donde fortalece su desarrollo musical tomando clases magistrales con el compositor y saxofonista Steve Lacy.
Desde el año 1991, es profesor de saxofón y jazz en la Escuela Nacional de Música de la Universidad Autónoma de México (UNAM).
En febrero de 2004, viaja a Europa, invitado por el baterista suizo Georg Hoffman y el saxofonista británico Tobias Delius, con quienes se presenta en varias ciudades de Suiza y Holanda.
En el año 2005, toma un curso de improvisación avanzada en el Vancouver Creative Music Institute con George Lewis y Evan Parker, entre otros.
En junio de 2006, es invitado por el trompetista texano Dennis González, a tocar en el Vision Festival, el festival de free jazz más importante de New York.
Fundador del ensamble Cráneo de Jade, con el cual ha grabado y coproducido tres discos, siendo invitado al Festival Internacional de Jazz Plaza en La Habana, Cuba, en 1997. En octubre de 2005, Cráneo de Jade se presenta en el Palacio de Bellas Artes en el evento Los Diez Grandes del Jazz, homenaje a los pioneros del jazz en México. En abril de 2007, Cráneo de Jade asiste al VII Festival Internacional de San Luis Potosí.
Ha sido miembro desde el año 2000 del ensamble Astillero, ofreciendo conciertos en Francia en 2001 y 2004. En octubre de 2006, Astillero se inscribe en la 34 edición del Festival Internacional Cervantino.
Actualmente forma parte del ensamble Antimateria, FAS Trio, Cráneo de Jade; colabora a dúo con Gabriel Lauber y dirige su propio trio. Ha trabajado en vivo con músicos como Sabir Mateen, Rodrigo Amado, Dennis, Stefan and Aaron González, Ernest Dawkins, Vinz Vonlanthen, Michael Vatcher, Tayeb Laoufi y los Gnawa Spirit de Marruecos. Se ha presentado en vivo y ha realizado grabaciones con la Camerata de las Américas.

## Ensambles
- Álvarez - Lauber Duo
- Antimateria
- Cráneo de Jade
- FAS Trio
- Remi Álvarez Trio

## Colaboradores más frecuentes
- Aarón Cruz
- Gabriel Lauber
- Hernan Hecht
- Itzam Cano
- Gustavo Nandayapa
- Arturo Báez
- Jorge Fernández
- David Sánchez